# Oleksandr Saslavski
Oleksandr Saslavski, ucraïnès: Олександр Заславський, conegut habitualment com a Alexander Saslavsky o Aleksandr Zaslavskij, rus: Александр Заславский (Khàrkiv, Ucraïna, 9 de febrer de 1876 - San Francisco, Califòrnia, 20 d'agost de 1924) fou un concertista de violí i director d'orquestra russoestatunidenc d'origen ucraïnès.
Va estudiar a Khàrkiv amb Konstanty Gorski. Després es va graduar al Conservatori de Viena (1893) a la classe de Jakob Grün.
Des de 1893 va viure i treballar als Estats Units. Fins al 1918 va ser solista de l'Orquestra Simfònica de Nova York, des del 1912 concertino, i ajudant de direcció als darrers anys. Al mateix temps el 1904-1907 fou concertino de l'Orquestra de la Societat Simfònica Russa Modest Altschuler. També va actuar com a intèrpret de conjunt, inclòs com a part d'un trio de piano amb Paolo Gallico i Henry Bramsen, i un quartet de piano amb Winifred Christie, May Mukle i Rebecca Clarke.
A partir de 1918 a Califòrnia, durant algun temps va ser concertino de l'Orquestra Filharmònica de Los Angeles. Va dirigir diverses orquestres amateurs i també treballs pedagògics.